# Norra distriktet

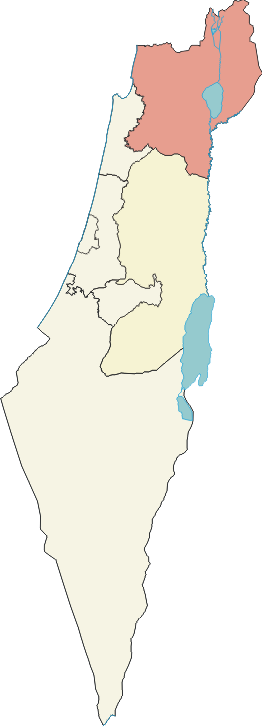
Norra distriktet inom Israel.

Norra distriktet är ett Israels sex administrativa distrikt och sammanfaller i stor utsträckning med historiska landskapet Galileen. Israel inräknar även de ockuperade Golanhöjderna, vilket dock inte fått något internationellt erkännande. 
Distriktet hade en befolkning på 1,304,600 år 2011, varav 53,2% araber, 43,9% judar och 2,9% övriga. Det är det enda israeliska distriktet där araber (palestinier) utgör en majoritet av befolkningen.
Landskapet är frodigt grönt och flera berömda bibliska städer ligger här, såsom Nasaret och Tiberias, inom distriktet ligger även det tentativa världsarvet ökenslottet Qasr Minya. Även den för judar viktiga staden Safed ligger här.